# Cordyloporus dilatatus
Cordyloporus dilatatus är en mångfotingart som beskrevs av Carl 1905. Cordyloporus dilatatus ingår i släktet Cordyloporus och familjen Chelodesmidae. Inga underarter finns listade i Catalogue of Life.